# Albert Nobbs
Albert Nobbs er en irsk dramafilm skrevet og produceret af Glenn Close og instrueret af Rodrico García. Glenn Close spiller hovedrollen som Albert Nobbs, en kvinde der forklædt som mand for at finde arbejde i det hårde miljø i 1900-tallets Irland. Manuskriptet er baseret på en novelle af George Augustus Moore.
Filmen modtog blandede anmeldelser, men Glenn Close og Janet McTeers præstationer blev rost, og de modtog nominationer til henholdsvis Oscar for bedste kvindelige hovedrolle og birolle. Janet McTeer vandt i sin kategori. Filmen var også nomineret til en Oscar for bedste makeup.

## Produktion
Close spillede første gang hovedrollen i en teaterversion, og brugte fem år på at lave skuespillet om til en film. Filmen blev næsten sat i produktion i starten af 2000'erne med Istvan Szabo som instruktør, men finansieringen brød sammen.
Produktionen var planlagt til at gå i gang i juli 2010, men blev rykket til december, da Amanda Seyfried og Orlando Bloom blev erstattet af Mia Wasikowska og Aaron Johnson. Optagelserne begyndte 13. december 2010 på steder i Dublin og Wicklow. Filmen fik premiere på Telluride Film Festival 2. september 2011. Filmen blev også vist på Toronto Film Festival 11. september 2011. Filmen fik første gang biografpremiere i Australien 26. december 2011. Filmen får premiere i Danmark 9. august 2012.

## Medvirkende
- Glenn Close som Albert Nobbs
- Mia Wasikowska som Helen Dawes
- Aaron Johnson som Joe Macken
- Janet McTeer som Hubert Page
- Pauline Collins som Fru Baker
- Brenda Fricker som Polly
- Jonathan Rhys Meyers som Viscount Yarrell
- Brendan Gleeson som Dr. Holloran
- Maria Doyle Kennedy som Mary
- Mark Williams som Sean

## Modtagelse
Filmen har modtaget blandede anmeldelser. Kate Taylor fra den canadiske avis Globe and Mail gav filmen 3 ud af 4 stjerner og sagde at "Albert Nobbs' succes afhænger ikke af at vi ønsker vores liberalisme overført til det 19. århundrede, men i at observerer noget universelt i lidelser forårsaget af seksuel ulighed." Linda Barnard fra Toronto Star gav filmen fuldt hus med fire stjerner ud af fire. Hun roste Closes præstation både som forfatter og skuespiller, men sagde i øvrigt at "filmen, der i øvrigt er bedre end middelmådig, ofte vakler." Tom Long fra Detroit News roste også Glenn Close, men mente ikke der var meget historie i filmen. Washington Post gav filmen 3 ud af 4 stjerner, og anmelderen kaldte filmen "sød, trist og følsom." Peter Debruge sagde i Variety at "det er en karrierekronende rolle for Glenn Close. Ærgerligt at filmen trækkes sådan i langdrag."